# Anomalon nigrum
Anomalon nigrum là một loài tò vò trong họ Ichneumonidae.